# Hélder Nunes
Hélder Pereira Nunes dit Hélder Nunes est un joueur international portugais de rink hockey né le 23 février 1994.
Il évolue depuis 2023 au sein du FC Porto.

## Histoire
En 2019, alors qu'il vient de remporter le championnat du monde en Espagne, il quitte le FC Porto pour intégrer le FC Barcelone. Il est alors considéré comme la très grande célébrité du hockey portugais. C'est à Barcelone qu'il connait la naissance de sa fille au Portugal.

## Palmarès

### En sélection nationale
Portugal
- Championnat du monde (1)
  - Vainqueur : 2019

- Championnat d'Europe  (1)
  - Vainqueur : 2016

- Coupe des nations (3)
  - Vainqueur : 2013, 2015 et 2019

- Golden CAT (1)
  - Vainqueur : 2023

- Championnat du monde juniors (1)
  - Vainqueur : 2013.

- Coupe latine (2)
  - Vainqueur : 2014 et 2016.

- Championnat d'Europe des moins de 19 ans (1)
  - Vainqueur : 2012

- Championnat d'Europe des moins de 17 ans (1)
  - Vainqueur : 2009

### En club
| - WSE Continental Cup (1) - Vainqueur : 2023 - Championnat du Portugal (4) - Champion : 2013, 2017, 2019 et 2024 - Coupe du Portugal (5) - Vainqueur : 2013, 2016, 2017, 2018 et 2024 - Supercoupe du Portugal (4) - Vainqueur : 2013, 2016, 2017 et 2018 | - Championnat d'Espagne (3) - Champion : 2020, 2021 et 2023 - Coupe d'Espagne (2) - Vainqueur : 2022 et 2023 - Supercoupe d'Espagne (2) - Vainqueur : 2020 et 2022 - Liga Catalã Hóquei Patins (3) - Vainqueur : 2019, 2020 et 2021 |

## Référence
1. ↑  « Fiche de Hélder Nunes », sur leballonrond.fr
2. ↑  https://www.sport.es/es/noticias/hockey/el-barsa-de-hockey-patines-regresa-aspirando-otra-vez-al-maximo-7585971
3. ↑  (es) MundoDeportivo.com, « Helder Nunes se reincorpora al Barça tras ser padre », El Mundo Deportivo,‎ 10 août 2020 (lire en ligne, consulté le 14 novembre 2023).